# Weingut Erwin Sabathi

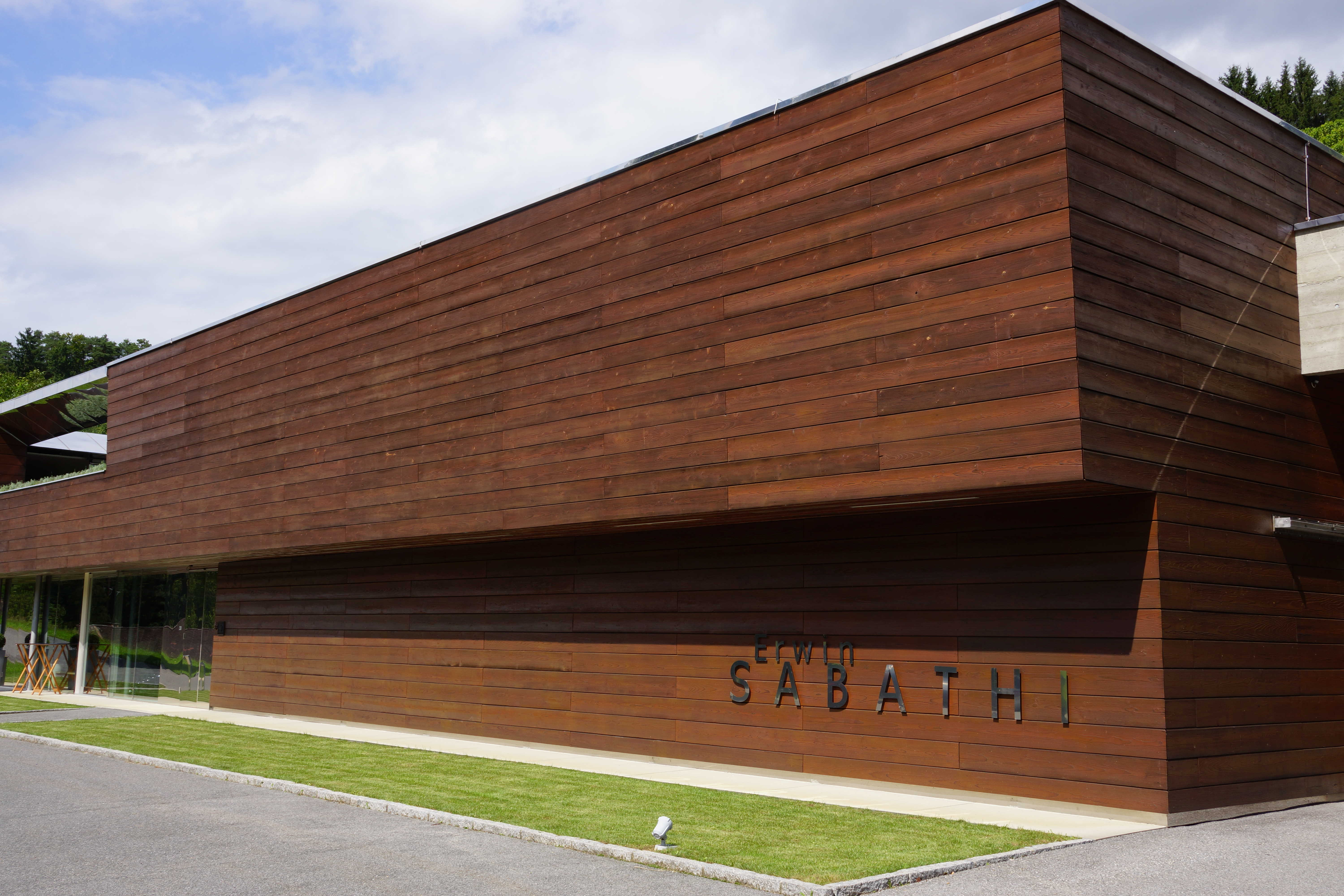
Weingut Erwin Sabathi, Leutschach an der Weinstraße, 2014

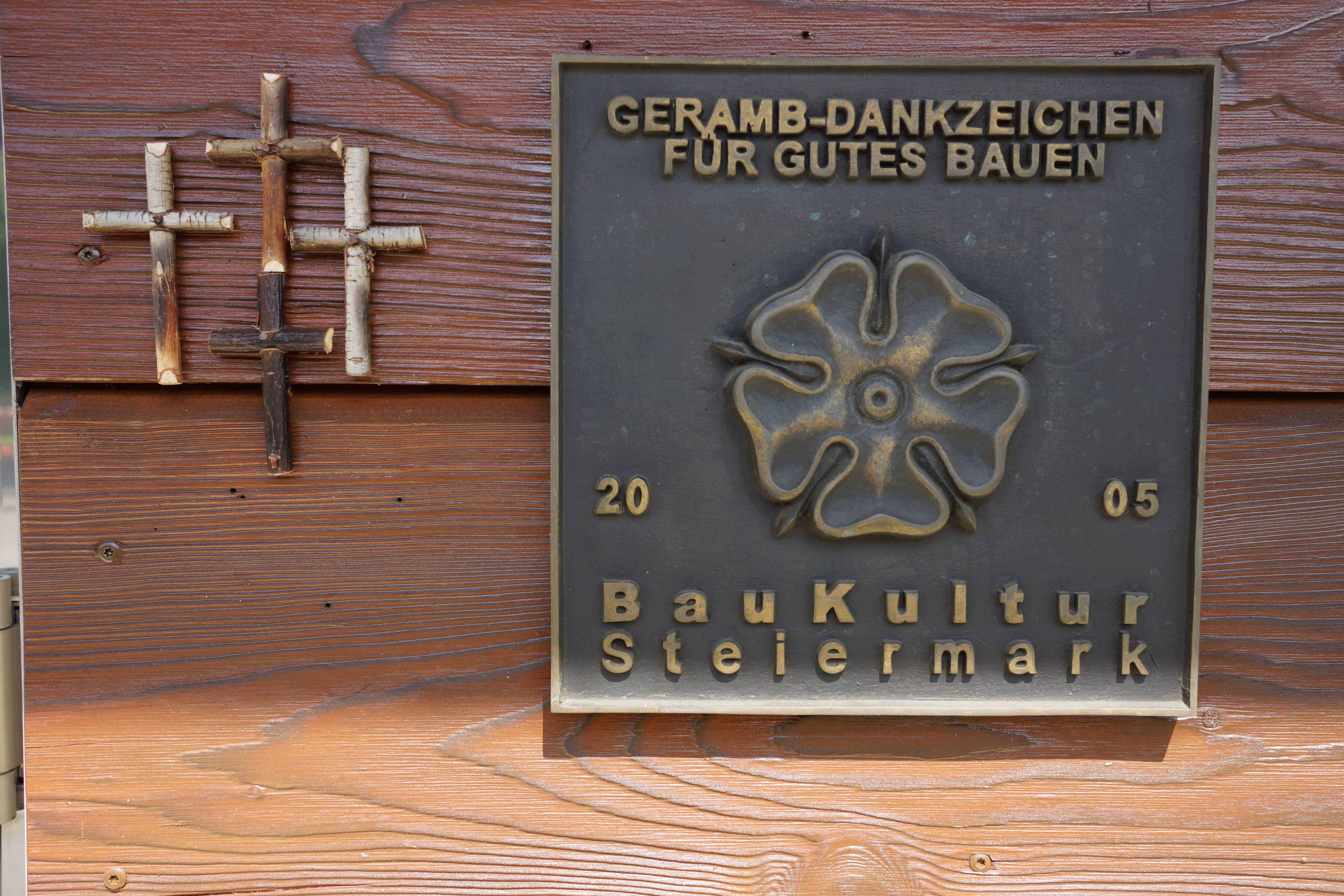
Viktor Geramb-Dankzeichen für Gutes Bauen

Das Weingut Erwin Sabathi ist ein österreichisches Weingut in Leutschach an der Weinstraße im Weinbaugebiet Südsteiermark. Es gehört dem Verband „Steirische Terroir- und Klassikweingüter“ (STK) an.

## Geschichte
1968 übernahm Senior und Vater Erwin Sabathi das Weingut. Rasch baute er den Betrieb zu einem der größeren privaten Weingüter Österreichs aus. Neue Rebflächen wurden angekauft und gepachtet und die bereits vorhandenen Sauvignon-Rebstöcke vermehrt. Im Jahr 2004 wurde der Neubau des Weinkellers gegenüber dem Stammhaus fertiggestellt und der erste Jahrgang dort eingekellert.
Der neue Weinkeller mit Vinothek wurde 2005 mit dem Viktor-Geramb-Dankzeichen für Gutes Bauen in der Steiermark ausgezeichnet.

## Anbaufläche, Rebsorten und Cuvées
Die Anbaufläche rund um Leutschach umfasst rund 20 Hektar eigene Weingärten. Neben den klassisch ausgebauten Weißweinen (Chardonnay, Weißer Burgunder, Sauvignon Blanc und Gelber Muskateller) bietet Sabathi noch Grauen Burgunder und Welschriesling an.

## Auszeichnungen für Winzer und Weine
- Falstaff: Winzer des Jahres 2016[2]
- Vinaria. Weinguide 2015/16. Drei Kronen[3]